# Mogoșești-Siret
Mogoşeşti-Siret es una comuna ubicada en el distrito de Iași, Rumania.

## Superficie
Cuenta con una superficie de 40,20 kilómetros cuadrados.

## Demografía
Hasta 2021 la población era de 3111 habitantes, con una densidad de población de 77,39 habitantes por kilómetro cuadrado.